# Janet Müller
Janet Müller (* 28. April 1984 in Leisnig) ist eine deutsche Laiendarstellerin und Model.

## Leben
Müller ist gelernte Fleischfachverkäuferin. 2006 machte sie sich selbständig. Bekannt wurde Müller durch ihre Hauptrolle des Erotik-Models Sharon Wagner in der Reality-Seifenoper Berlin – Tag & Nacht. Nach 168 Folgen verlor sie ihre Rolle in der Serie.
Nach ihrem Aus bei Berlin – Tag & Nacht arbeitet Müller vor allem als Model und leitet ihre eigene Modelagentur PM Agentur Janet Müller.
In der Zeitschrift Tattoo Erotica erschien im Herbst 2015 eine Softerotik-Fotostrecke.

## Filmografie
- 2011–2012: Berlin – Tag & Nacht (Fernsehserie, 168 Folgen)